# Svetnik (naziv)
Svétnik (naziv) je naziv delovnega mesta, ki je pridobljeno skladno z zakonodajo in zahtevami za napredovanje (čas ter predvsem število točk, ki so za napredovanje zahtevane).

## Osnove
Vsako področje v okviru sistema javnih delavcev ima v svojih kolektivnih pogodbah oz. zakonskih ali podzakonskih aktih urejene pogoje za način napredovanja.
Kot primer npr. strokovni delavci in ravnatelji v javnih zavodih skladni s "Pravilnikom o napredovanju zaposlenih v vzgoji in izobraževanju" napredujejo v naslednje nazive:
- mentor,
- svetovalec in
- svetnik

Vso dodatno izpopolnjevanje po tem pravilniku in dodatno delo se vrednoti s točkami. V primeru izpolnjevanja zahtevanih pogojev se podelijo trajni nazivi.